# Деннинг (лунный кратер)
Кратер Деннинг (лат. Denning), не путать с кратером Деннинг на Марсе, — крупный древний ударный кратер в южном полушарии обратной стороны Луны. Название присвоено в честь английского астронома-любителя Уильяма Фредерика Деннинга (1848—1931) и утверждено Международным астрономическим союзом в 1970 г. Образование кратера относится к нектарскому периоду.

## Описание кратера
Ближайшими соседями кратера являются кратер Бондаренко на западе; кратер Шовене на северо-западе; кратер Маркони на севере-северо-востоке; кратер Бейеринк на востоке; кратер Исаев на востоке-юго-востоке; кратер Гагарин на юго-востоке; кратер Леви-Чивита на юге, а также кратер Пирке на юго-западе. Селенографические координаты центра кратера 16°16′ ю. ш. 142°46′ в. д. / 16,26° ю. ш. 142,76° в. д., диаметр 44,18 км, глубина 2,3 км.
Кратер имеет полигональную форму, существенно разрушен. Своей юго-западной частью кратер перекрывает сателлитный кратер Деннинг R (см. ниже). Вал кратера перекрыт множеством кратеров различного размера, особенно выделяется скопление кратеров в юго-восточной части вала. Внутренний склон вала с остатками террасовидной структуры, особенно заметной в западной части. Высота вала над окружающей местностью достигает 1070 м, объем кратера составляет приблизительно 1500 км³. Дно чаши кратера пересеченное, отмечено множеством кратеров различного размера. В центре чаши находится поднятие местности, состоящее как минимум из двух холмов.
На юго-западе от кратера находится пятно с высоким альбедо, по видимому представляющее собой маленький относительно свежий кратер. На севере от кратера Деннинг находится безымянная цепочка кратеров, по всей вероятности сформированная обломками пород выброшенными при образовании кратера Циолковский находящегося в 400 км к юго-востоку.

## Сателлитные кратеры
| Деннинг | Координаты                                              | Диаметр, км |
| ------- | ------------------------------------------------------- | ----------- |
| B       | 14°47′ ю. ш. 143°41′ в. д. / 14,78° ю. ш. 143,69° в. д. | 30,7        |
| C       | 14°04′ ю. ш. 145°30′ в. д. / 14,06° ю. ш. 145,5° в. д.  | 16,1        |
| D       | 15°56′ ю. ш. 144°19′ в. д. / 15,94° ю. ш. 144,32° в. д. | 13,9        |
| L       | 18°41′ ю. ш. 143°25′ в. д. / 18,69° ю. ш. 143,42° в. д. | 22,5        |
| R       | 16°58′ ю. ш. 141°18′ в. д. / 16,97° ю. ш. 141,3° в. д.  | 72,4        |
| U       | 15°52′ ю. ш. 138°51′ в. д. / 15,86° ю. ш. 138,85° в. д. | 31,6        |
| V       | 15°23′ ю. ш. 140°01′ в. д. / 15,38° ю. ш. 140,01° в. д. | 25,4        |
| Y       | 13°46′ ю. ш. 142°28′ в. д. / 13,76° ю. ш. 142,47° в. д. | 52,5        |
| Z       | 12°32′ ю. ш. 142°40′ в. д. / 12,53° ю. ш. 142,67° в. д. | 14,4        |

- Образование сателлитного кратера Деннинг R относится к донектарскому периоду[1].